# Залучье (Хмельницкая область)

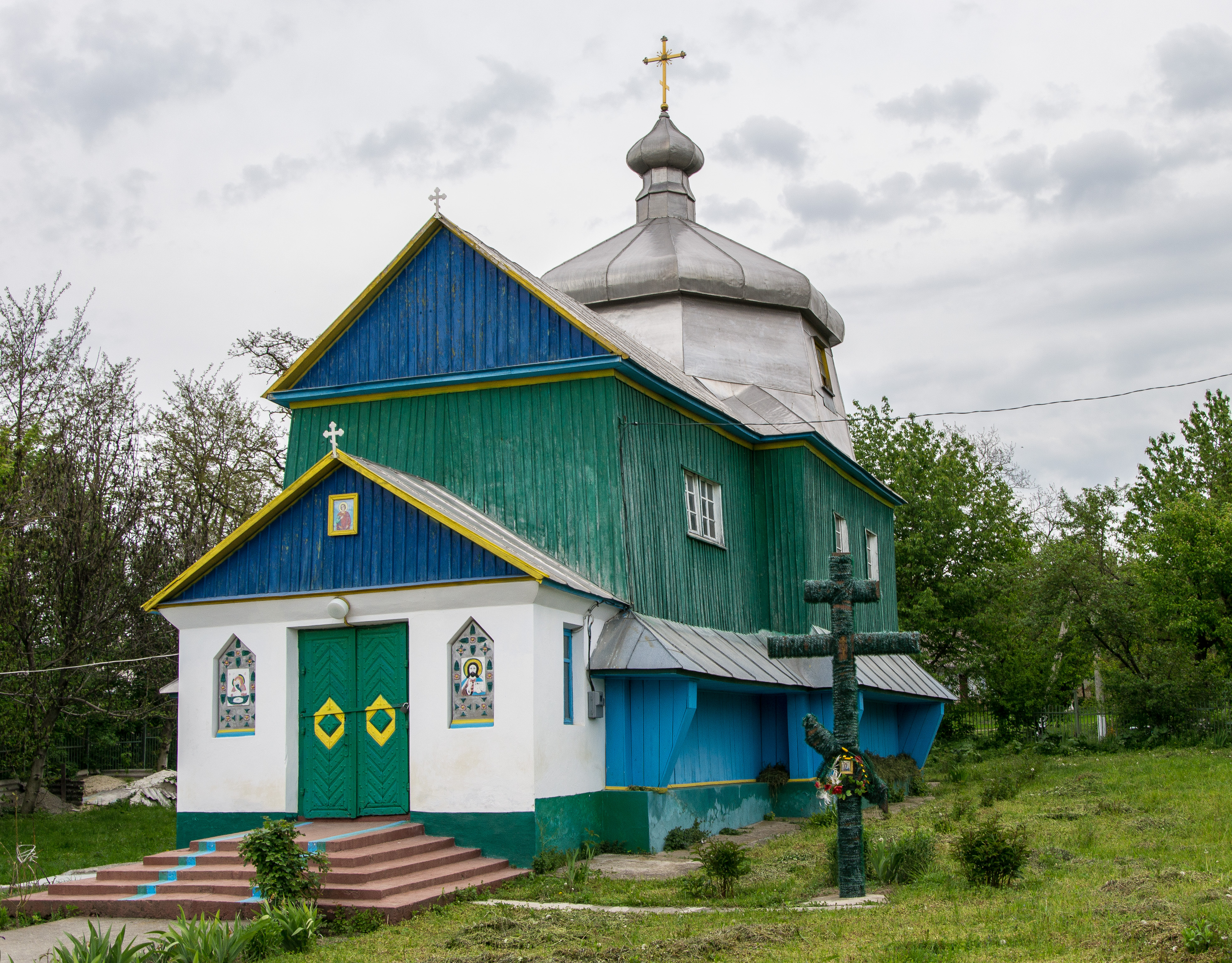
Церковь Святого Димитрия

Залучье (укр. Залуччя) — село в Чемеровецком районе Хмельницкой области Украины.
Население по переписи 2001 года составляло 807 человек. Почтовый индекс — 31646. Телефонный код — 3859. Занимает площадь 3,132 км². Код КОАТУУ — 6825283401.

## Местный совет
31646, Хмельницкая обл., Чемеровецкий р-н, с. Черче, ул. Октябрьская, 1